# Łagów
Łagówⓘ é uma cidade no sudeste da Polônia. Pertence à voivodia de Santa Cruz, no condado de Kielce. É a sede da comuna urbano-rural de Łagów. Recuperou os direitos de cidade em 1 de janeiro de 2018.
Estende-se por uma área de 8,2 km², com 1 511 habitantes, segundo o censo de 31 de dezembro de 2024, com uma densidade populacional de 184 hab./km².
Foi uma cidade do bispado de Włocławek na voivodia de Sandomierz no último quarto do século XVI. De 1975 a 1998, Łagów pertenceu administrativamente à voivodia de Kielce.

## Localização
Łagów está localizada nas montanhas Świętokrzyskie, no extremo leste da bacia de Kielce-Lagów. Ao sul de Łagów, estende-se a cordilheira Orłowo. A noroeste, há a barragem de Małacentów e a cordilheira de Bieliny. A cidade é cortada pelo rio Łagowianka.
Historicamente, Łagów fica na região de Pequena Polônia, na qual está localizada na antiga Terra de Sandomierz.
Por Łagów passa a estrada nacional n.º 74, de Kielce a Zamość, e a estrada provincial n.º 756, de Starachowice a Stopnica.

## História

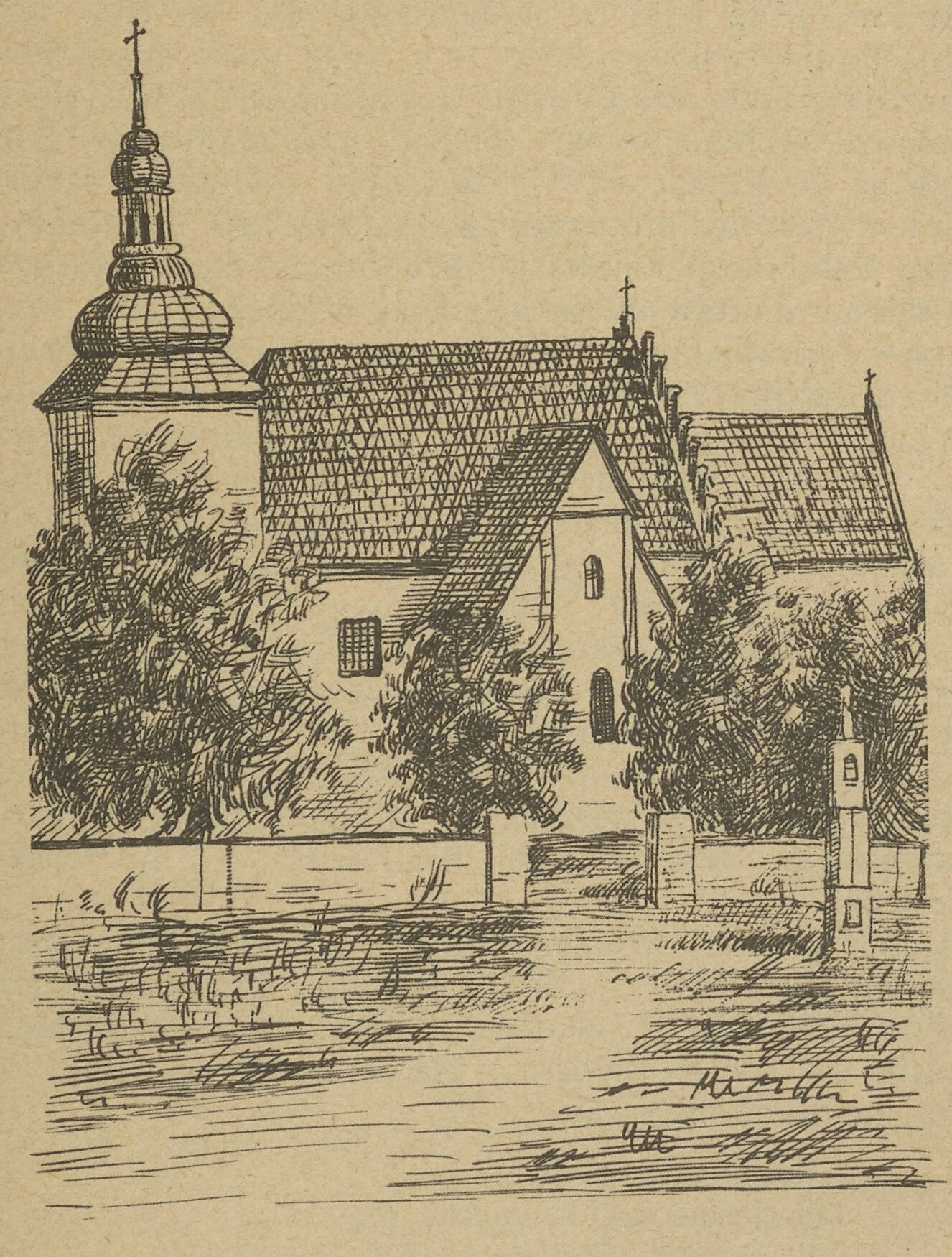
Igreja de São Miguel Arcanjo, antes de 1907

Łagów foi mencionada pela primeira vez já no século XI. Segundo Jan Długosz em suas crônicas, em 1086, Ladislau I Hermano, por intercessão de sua esposa Judyta, doou o vilarejo para o capítulo cujavo, que o transformou na sede do castelão (provavelmente havia um castelo aqui, mas nenhum vestígio dele sobreviveu até hoje. A cerca de 2,5 quilômetros de Łagów, a sudeste, no vilarejo de Nowy Staw, há uma “colina Zamczysko”. Era nessa colina que a antiga localização de Łagów deveria estar situada. A localização do castelo nesse lugar é altamente provável, pois a colina é cercada por um vale de rio, o que poderia ter dificultado a captura do castelo.) Em 1287, durante a Terceira Invasão Mongol, ocorreu a Batalha de Łagów. Em 1375, a rainha Isabel da Polônia e Hungria emitiu um privilégio em Sandomierz, permitindo que o administrador de Łagów, o bispo Zbylut, transformasse o vilarejo em uma cidade. Esse privilégio foi confirmado em 1390 por Ladislau II Jagelão. Em 1502, a vila foi totalmente queimada pelos tártaros. No século XV, a cidade se tornou um conhecido centro de artesanato, principalmente de cerâmica. Minérios de ferro e chumbo eram extraídos aqui. Em 1870, Łagów perdeu seus direitos municipais.
Durante a Segunda Guerra Mundial, o vilarejo estava localizado na zona frontal da cabeça de ponte Baranówsko-Sandomierz e, por isso, foi severamente danificado. A unidade dos Batalhões Camponeses que operava na área de Łagów, comandada por Eugeniusz Fafara, juntamente com os soldados do Exército Vermelho, participou de uma batalha vitoriosa contra os alemães estacionados em Stare Nieskurzów.

## Monumentos históricos e atrações turísticas
- Igreja paroquial de São Miguel Arcanjo, de nave única, com presbitério quinhentista e nave quinhentista. Construída nos anos 1581–1600, portais do gótico tardio e abóbada de combados, datada dos séculos XVII e XVIII, capelas formando uma espécie de corredores laterais.
- Desfiladeiro de Dule, uma mina de calcário a céu aberto de renome mundial, rica em fósseis devonianos (Fameniano) de goniatitidas e clymeniidas.[7]
- Caverna de Zbójecka, com cerca de 160 m de comprimento, tipicamente “jurássica”. Mencionado em publicações geográficas do final do século XIX e início do século XX, geralmente sob o nome Caverna Łagowska. As lendas locais ligam a caverna aos ladrões que lá viviam. Dentro da caverna existem, entre outros: aranhas raramente encontradas na Polônia - Porrhomma egeria, besouro - Cholera agila e inseto sem asas - Arrhopal ites pymagenes, além de três espécies de morcegos: Myotis daubentonii, Myotis myotis e Rhinolophus hipposideros.
- Área do antigo cemitério judeu — um bosque de álamos na estrada para Zaręby, desprovido de quaisquer vestígios do caráter funerário do local.

### Monumentos cadastrados
Foram inscritos no registo de monumentos imóveis os seguintes objetos:
- Planejamento urbano — centro de Łagów
- Igreja paroquial de São Miguel Arcanjo do final do século XV e do século XVI[9]
- Cemitério paroquial e capela da primeira metade do século XIX,
- Casa, praça principal, 45, de 1890.

## Turismo
Łagów é o ponto de partida da  trilha turística azul que leva a Chęciny, da  trilha turística verde que leva a Nowa Słupia e da  ciclovia verde que conduz pelas áreas ao redor da cidade.

## Esportes
A cidade é o lar do clube de futebol ŁKS Łagów, fundado em 1979. Venceu a Copa Regional da Polônia na temporada 2021/2022. Entre 2020 e 2023, jogou na terceira divisão, grupo IV. Em 19 de janeiro de 2023, após a rodada de outono da temporada 2022/2023, na qual terminou como líder, retirou-se da competição, fazendo com que o clube passasse do primeiro para o último lugar na tabela. Em agosto de 2023, retornou à competição de futebol, já com o nome de ŁKS Górnik Łagów, ingressando na classe distrital, grupo świętokrzyska, na qual terminou em segundo lugar, sendo promovido à quarta divisão.

## Demografia
Conforme os dados do Escritório Central de Estatística da Polônia (GUS) de 31 de dezembro de 2024, Łagów é uma cidade muito pequena com uma população de 1 511 habitantes (35.º lugar na voivodia de Santa Cruz e 937.º na Polônia), tem uma área de 8,2 km² (31.º lugar na voivodia de Santa Cruz e 700.º lugar na Polônia) e uma densidade populacional de 184 hab./km² (32.º lugar na voivodia de Santa Cruz e 865.º lugar na Polônia). Entre 2018–2024, o número de habitantes aumentou 4,8%.
Os habitantes de Łagów constituem cerca de 0,71% da população do condado de Kielce, constituindo 0,13% da população da voivodia de Santa Cruz.
| Descrição                         | Total      | Total   | Mulheres   | Mulheres | Homens     | Homens  |
| --------------------------------- | ---------- | ------- | ---------- | -------- | ---------- | ------- |
| unidade                           | habitantes | %       | habitantes | %        | habitantes | %       |
| população                         | 1 511      | 100     | 716        | 47,4     | 795        | 52,6    |
| área                              | 8,2 km²    | 8,2 km² | 8,2 km²    | 8,2 km²  | 8,2 km²    | 8,2 km² |
| densidade populacional (hab./km²) | 184        | 184     | 87,2       | 87,2     | 96,8       | 96,8    |